# 아스타 에어 카고
아스타 에어 카고(영어: Astar Air Cargo)는 미국의 화물 항공사로 본사는 미국 플로리다주 마이애미에 위치해 있으며 1969년에 설립했다. 허브 공항은 신시내티 노던캔터키 국제공항, 마이애미 국제공항, 로스앤젤레스 국제공항이 있다.

## 보유 기종
- 2011년 11월 기준으로 아스타 에어 카고는 다음과 같은 기종을 보유하고 있다.[4][5]

## 같이 보기
- 미국의 없어진 항공사 목록